# Confitero

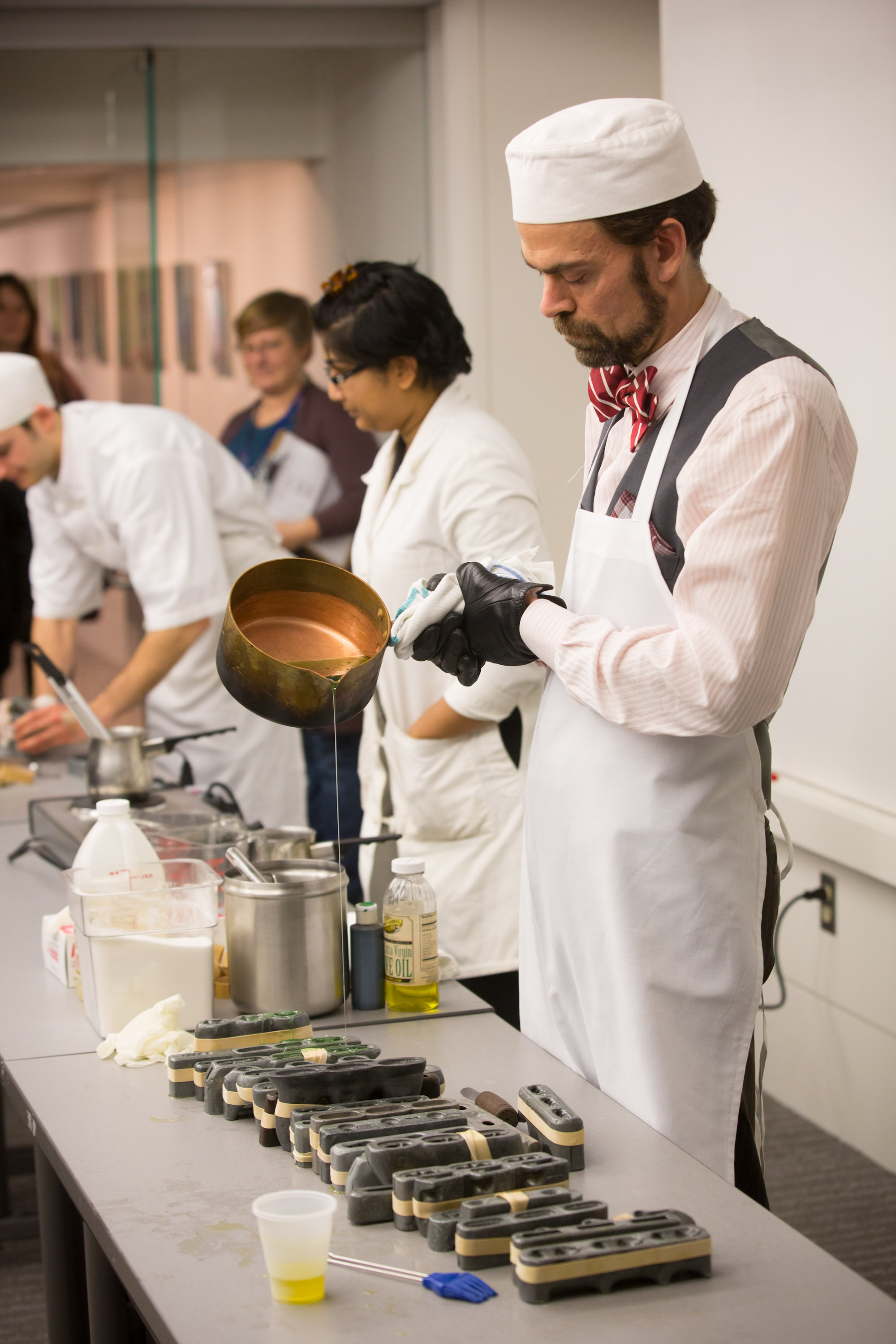
Confitero vertiendo caramelo en unos moldes

Se llama confitero al especialista en elaborar o vender confituras sobre frutas u otro tipo de alimentos o en fabricar dulces a base de azúcar. 
El confitero se encarga de ejecutar con azúcar toda clase de dibujos, planos, figuras y también piezas de arquitectura bastante considerables que se usan para el adorno de las mesas. Con su arte consigue dar un gusto agradable a las flores, frutas y plantas aunque de natural ya tengan buen sabor. El gusto amargo de unas y la acidez de otras desaparece por su mano.